# Дер А-керк
Дер А-керк (нидерл. Der Aa-kerk) — бывшая приходская церковь, расположенная в центре Гронингена и служащая наряду с близлежащей башней Святого Мартина доминирующим элементом в городском пейзаже.

## История
До появления нынешней церкви на этом месте располагалась часовня, посвящённая святым Марии и Николаю (покровителю рыбаков). Она находилась недалеко от реки Аа, в западной гавани которой (Вестерхейвен) пришвартовывались баржи.
Часовня была преобразована в приходскую церковь в 1247 году и стала именоваться часовней Богоматери на реке Аа (нидерл. Onze-Lieve-Vrouwe ter Aa-kerk). В то время в Гронингене было из два центра, сформированных вокруг церквей, одной из которых и была церковь Богоматери на реке Аа. В окрестностях этой часовни обитали рыбаки и торговцы.
В период между 1425 и 1495 годами эта часовня была перестроена в кирпичную готическую церковь. Как интерьер, так и экстерьер этой церкви неоднократно менялись на протяжении веков из-за иконоборчества во время Реформации, разрушений на фоне военных действий (осада Гронингена) и природных явлений (удар молнии).
В нынешние времени здание бывшей церкви используется как место проведения концертов, театров, выставок, вечеринок и прочих мероприятий. Церковные службы в нём больше не проводятся.

## Башни

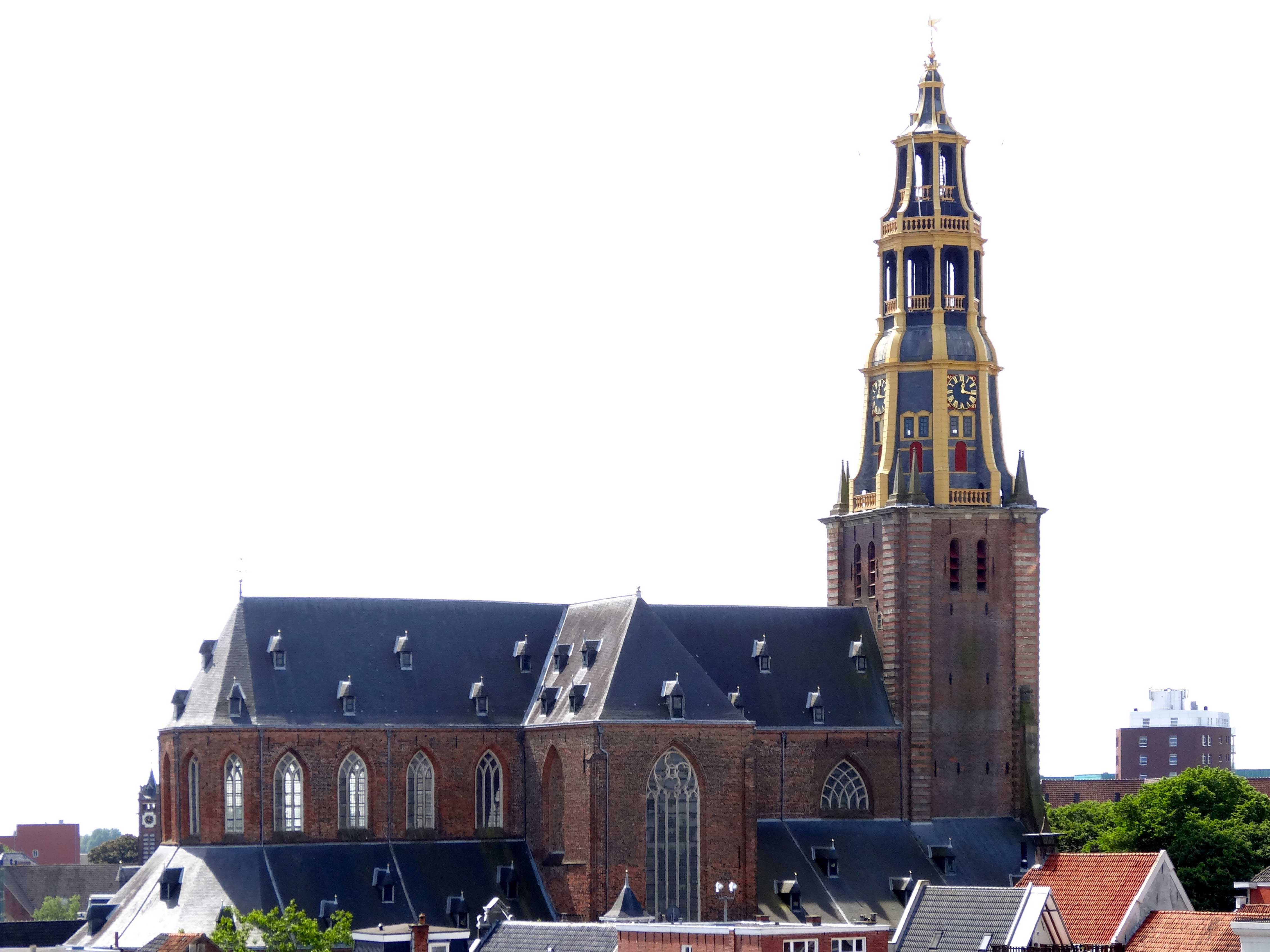
Общий вид собора

На изображениях, посвящённых осаде Гронингена в 1672 году, А-керк представлена без верхней части своей башни. После окончания военных действий был воздвигнут новый деревянный верх башни.
23 апреля 1710 года башня внезапно обрушилась, в результате чего погибли два человека. В 1711 году была построена новая.
Современная башня обладает тремя колоколами, управляемыми вручную с помощью верёвок. Все трое были отлиты мастером из Энкхёйзена в 1714 году.

## Органы
В 1667 году Ван Хагербер создал для церкви орган, который был уничтожен в пожаре 1671 года.
В 1697 году Арп Шнитгер соорудил орган для А-керка, но он был разрушен в 1710 году в результате падения церковной башни. Построенный Шнитгером в 1702 году орган для другой гронингенской церкви Бруркерк был в итоге, в 1815 году, передан А-керку.
Орган Болсварда, возведённый Рафаэлем Роденстеном в 1550 году, первоначально предназначался для церкви Святого Мартина в Болсварде. В 1635 году орган был передан в Бруркерк в Гронингене, а в 1877 году вернулся обратно в Болсвард. В 1991 году он был снова перевезён в Гронинген, на этот раз в А-керк.